# Delegificazione
La delegificazione, nell'ordinamento giuridico italiano, identifica un istituto giuridico, per cui la disciplina di alcune materie non protette da riserva di legge assoluta può esser trasferita da una fonte del diritto primaria ad una secondaria (come ad esempio un decreto ministeriale).

## Storia
La legge 31 gennaio 1926, n. 100  emanata quando era ancora vigente lo Statuto Albertino, non menzionava affatto la possibilità del Parlamento di emanare deleghe al Governo per l'esercizio della funzione legislativa: si era quindi creata una situazione anomala, per cui da un lato vi era l'assoluta preminenza del Parlamento nella emanazione delle leggi, e dall'altro si poneva la prassi governativa costante di emanare decreti legge, decreti legislativi e anche regolamenti delegati, sebbene non giustificata da alcuna previsione statutaria (oggi diremmo "costituzionale").
La legge 23 agosto 1988, n. 400 ha poi risistemato la materia, fino ad allora disciplinata dalla legge n. 100/1926, che introdusse un nuovo tipo di delegificazione preventiva ad effetto potenziale e circoscritta a casi isolati: il Governo può adottare dei regolamenti amministrativi per materie non coperte da riserva assoluta di legge, autorizzati da leggi stesse nel caso in cui il Governo stesso voglia adottare il regolamento. Sempre allo stesso scopo la legge 15 marzo 1997, n. 59, prescrive al governo, entro il 31 maggio di ogni anno, di presentare un disegno di legge per la semplificazione e il riassetto normativo mirato a «definire per l'anno successivo, gli indirizzi, i criteri, le modalità e le materie di intervento, anche ai fini della ridefinizione dell'area di incidenza delle pubbliche funzioni con particolare riguardo all'assetto delle competenze dello Stato, delle regioni e degli enti locali. In allegato al disegno di legge è presentata una relazione sullo stato di attuazione della semplificazione e del riassetto»

## Caratteristiche
In particolare, all'art. 17 della legge n. 400/1988 è prevista la delegificazione come istituto che attribuisce al governo italiano il potere generalizzato di emanare norme di rango secondario, per lo più consistenti in regolamenti, sulla base di una legge a contenuto autorizzatorio da parte del Parlamento. Si tratta di un mutamento di fonte normativa, relativamente ad alcune materie ben individuate. Ciò consente un'attività diretta del Governo in quegli ambiti, considerata più rapida e flessibile.
Va osservato che lo strumento della delegificazione, di per sé, è uno strumento neutro, perché non mira istituzionalmente né a deflazionare il numero di fonti, né il numero di norme presenti nell'ordinamento. Anzi, al contrario, qualche autore ritiene addirittura che la delegificazione possa paradossalmente innescare un processo inflativo nella produzione normativa: secondo questa interpretazione, dato che è più facile produrre norme, quindi si producono più norme. Non mancano autori che sostengono l'utilità di questo strumento al fine di snellire l'attività parlamentare, spesso soffocata da atti normativi troppo dettagliati da discutere o da proposte di leggine di scarsa importanza a livello nazionale.

## Applicazioni pratiche
Il fenomeno della delegificazione si è sviluppato a partire dal settore amministrativo in materia di procedimento, con la legge 7 agosto 1990, n. 241.
Altro settore interessato dalla delegificazione è quello dell'indennità di espropriazione, disciplinata dalla legge 8 agosto 1992, n. 359. Importanti interventi delegificativi si registrano anche nel settore degli appalti, a partire dalla legge 11 febbraio 1994, n. 109.
Ma il fenomeno si è manifestato in maniera appariscente nel settore del pubblico impiego: con le tre leggi Bassanini (rispettivamente legge n. 59 del 1997, legge n. 127 del 1997 e legge n. 191 del 1998), si è operato un intervento di vaste dimensioni, fondato sul criterio di delegificazione di molte materie eterogenee e complesse, tutte accomunate dall'intento legislativo di semplificare i procedimenti amministrativi. Ma la riforma Bassanini ha fatto anche di più, prevedendo che il Parlamento emani una legge annuale di delegificazione, come strumento generale (non più puntuale e specifico per talune materie) per la riorganizzazione della pubblica amministrazione.

## Il problema dell'abrogazione
Il secondo comma dell'art. 17 della legge n. 400 del 1988 espressamente prevede che la legge-delega debba indicare quali norme restano abrogate per effetto della delegificazione, cioè per effetto dell'intervento (peraltro "autorizzato" dalla delega) del potere governativo di interferire in materie già affidate alla potestà legislativa parlamentare. Dunque il Parlamento può delegificare, ossia delegare il Governo a disciplinare con regolamenti una certa materia, purché indichi nella legge delega quali norme vanno abrogate. Non sempre ciò accade.
Sul punto, vi sono due orientamenti:
- per la dottrina costituzionalistica prevalente, non è ammissibile un'abrogazione tacita, perché ciò significherebbe che la validità di una norma di legge viene a dipendere dalla sua compatibilità con una successiva norma regolamentare, contravvenendo a due precisi principî: quello di gerarchia delle fonti e quello della successione delle leggi nel tempo. Di conseguenza, una legge-delega che non indichi le norme da abrogare potrebbe essere sostanzialmente una legge elusiva del dettato dell'art. 76 Cost.
- per la giurisprudenza della Corte costituzionale, il regolamento ha il potere di incidere su una norma di legge (modificandola o anche abrogandola) solo se è previsto dalla legge delegante: in caso contrario, cioè se la legge delega non indicasse le norme da abrogare da parte del Governo, si verifica un'abrogazione implicita in quanto è lo stesso art. 17 della legge n. 400 del 1988 che (nell'affidare al Governo una potestà normativa tipica secondaria) implicitamente produce un effetto abrogativo delle norme legislative che regolano la materia delegata.

## Il problema della sindacabilità
L'espansione del fenomeno della delegificazione ed il progressivo allontanamento dallo schema disegnato dalla legge n. 400 del 1988, pongono in primo piano il problema del controllo giurisdizionale sui regolamenti delegati.
La Cassazione, sez. Lav., sent. n. 8604 del 16-07-1992, ha ritenuto in un certo senso "ambigua" la posizione occupata dai regolamenti delegati tra le fonti del diritto: essi si sostituiscono interamente alla legge nella disciplina di una certa materia, e quindi acquistano di fatto una primarietà in senso sostanziale che incide sull'esigenza di certezza e uniformità del diritto. I regolamenti indipendenti o liberi (detti pure, impropriamente, delegati) costituiscono atti di normazione secondaria aventi forza di legge e sono idonei, pertanto, nell'ambito loro riconosciuto, ad innovare col solo limite del rispetto della Costituzione e dei principi dell'ordinamento, rispetto alle regole fissate con norme primarie.
La Corte costituzionale ha sempre escluso il sindacato di costituzionalità sui regolamenti, in quanto atti formalmente amministrativi, emanati cioè dal potere esecutivo: questo tipo di atti è soggetto al sindacato del giudice amministrativo, che ha il potere di annullarli, ovvero al sindacato del giudice ordinario, che ha il potere di disapplicarli, a seconda del tipo di controversia nella quale vengono in rilievo.

L'unico caso in cui la Corte Costituzionale afferma la propria competenza ad annullare i regolamenti delegati è nell'ambito di un giudizio su conflitto di attribuzione. Una serie di casi giudiziari verificatisi tra il 1997 ed il 1999. ha posto in evidenza il problema relativo alla disciplina contenuta nei regolamenti delegati, modificativi o sostitutivi della disciplina prima contenuta in atti legislativi.
Alcune Regioni hanno contestato, in diverse occasioni, la legittimità di alcuni regolamenti delegati, deducendo che la materia dei rapporti tra Stato e regioni è coperta da riserva di legge e che la stessa legge n. 400 citata esclude la disciplina regolamentare governativa per le materie riservate alla competenza regionale. Sul punto, la Corte Costituzionale ha affermato che i rapporti tra fonti regionali e fonti secondarie statali sono di reciproca esclusione, quando si tratta di competenze proprie della Regione.

## Nel diritto comunitario
Gli strumenti della semplificazione del diritto comunitario includono: Libri Bianchi, Libri Verdi, peer review, comitati consultivi e comitati di esperti; il consolidamento dei testi preesistenti e la codificazione abrogativa di norme obsolete; l'adozione di direttive non eccessivamente particolareggiate e il ricorso ai regolamenti solo in presenza di necessità di uniformazione applicativa del diritto interno degli Stati membri.
La produzione normativa dell'Unione Europea è stata caratterizzata da una prima fase durante la quale venivano approvate direttive molto analitiche aventi una regolazione asimmetrica, che distingueva una disciplina specifica per gli operatori preesistenti (l'incumbent) da quella riservata ai nuovi operatori.
La Direttiva 21/2002, cosiddetta "Direttiva Quadro", stabilì che gli obblighi ex ante possono essere imposti solamente «quando i mezzi di tutela apprestati dal diritto nazionale e comunitario della concorrenza non siano sufficienti a risolvere i problemi». Tale provvedimento segnò il passaggio alle cosiddette "direttive di seconda generazione", una produzione legislativa molto meno analitica, di carattere transitorio e residuale, che prevedeva la partecipazione dei soggetti interessati al processo decisionale e l'introduzione di modalità extragiurisdizionali di risoluzione delle controversie (alternative dispute resolution).
La regolazione aveva quindi il compito di intervenire nelle aree a fallimento di mercato e nei settori per i quali non si erano ancora completati le liberalizzazioni e le successive fasi di privatizzazione dell'ex monopolio pubblico. Nella regolazione assumeva un ruolo centrale la mappatura e analisi di impatto della regolazione esistente e il forecast del mercato rilevante, al fine di stabilire se nel breve termine esso era orientato all'instaurarsi di dinamiche competitive e concorrenziali, ovvero se necessitasse di interventi legislativi ulteriori.

Sul finire degli anni Novanta, la semplificazione normativa assunse un ruolo centrale in tuta Europa. In Italia, essa trovò attuazione nella riforma del procedimento amministrativo ex lege n. 241/199 e nella semplificazione dell'organizzazione pubblica ex lege n. 537/1993.